# Pseudodistoma fragile
Pseudodistoma fragile är en sjöpungsart som beskrevs av Takasi Tokioka 1958. Pseudodistoma fragile ingår i släktet Pseudodistoma och familjen Pseudodistomidae. Inga underarter finns listade i Catalogue of Life.